# Талпа (Њамц)
Талпа (рум. Talpa) насеље је у Румунији у округу Њамц у општини Баргауани. Oпштина се налази на надморској висини од 288 m.

## Становништво
Према подацима из 2002. године у насељу је живело 377 становника, од којих су сви румунске националности.